# Merlin - The Rock Opera
Merlin - The Rock Opera è un album di Fabio Zuffanti pubblicato nel 2000.

## Tracce
Atto 1
1. Overture - 6:42
2. As It Was In The Beginning - 9:24
3. Winter Lament - 4:45
4. The Musician Arrives - 2:12
5. Must You Leave So Soon? - 4:53
6. Free For Another - 5:28
7. The Wedding March - 7:29
8. Our Time Is Now - 2:36

Atto 2
1. Fairies Dance - 2:48
2. Madman Sings - 5:54
3. Song For The New Day (Tree Of Life) - 2:06
4. Merlin And Vivian (Including The Storm) - 7:31
5. Beyond The Nightmare - 5:49
6. How To Do The Sleeping Spell - 3:22
7. Gloria - 1:15
8. Blessed With Peace - 5:24
9. How Long Can She Wait - 1:11
10. The Last Battle - 5:16
11. Wait For The Golden Age - 4:59